# Nova Pilbeam
Nova Pilbeam (ur. 15 listopada 1919 w Londynie, zm. 17 lipca 2015 tamże) – brytyjska aktorka.

## Życiorys
Była znaną dziecięcą aktorką. Wystąpiła w filmie Człowiek który wiedział za dużo. W 1937 kiedy miała 17 lat zagrała główną rolę w filmie Młody i niewinny, z której jest najbardziej znana. W 1949 roku porzuciła karierę aktorską.

## Życie osobiste
Jej pierwszym mężem był reżyser filmowy Pen Tennyson, który zginął w katastrofie lotniczej w 1941 roku. Jej drugim mężem był dziennikarz Alexander Whyte od 1950 roku aż do jego śmierci w 1972 roku. Ich córka Sarah Jane urodziła się w 1952 roku. Nova Pilbeam w ostatnich latach życia mieszkała w dzielnicy Highgate w północnym Londynie.

## Filmografia
- Little Friend (1934)
- The Man Who Knew Too Much (1934)
- Tudor Rose (1936)
- Young and Innocent (1937)
- Cheer Boys Cheer (1939)
- Pastor Hall (1940)
- Spring Meeting (1941)
- Banana Ridge (1942)
- The Next of Kin (1942)
- Yellow Canary (1943)
- This Man is Mine (1946)
- Green Fingers (1947)
- Counterblast (1948)
- The Three Weird Sisters (1948)